# Artonde tillägget till USA:s konstitution
Artonde tillägget till Förenta staternas konstitution (eng: "The 18th Amendment") ratificerades av kongressen den 16 januari 1919 och innebar ett totalt förbud mot all tillverkning, transport (inklusive import och export), och försäljning (inklusive utskänkning) av alla rusdrycker i alla nationens delstater och övriga territorier. Vidare innebar detta konstitutionstillägg att det skulle träda i kraft exakt ett år efter kongressens ratificering. Detta innebar att den så kallade förbudstiden i USA inleddes den 17 januari 1920. Den enda lagliga alkohol som förekom i USA under förbudstiden var nattvardsvin och som kemisk produkt, etanol (CH3CH2OH) för annat bruk än konsumtion, exempelvis i antiseptiska sammanhang.
Alkoholförbudet hade innan kongressens beslut redan ratificerats av flera delstater, Mississippi hade varit först ute, den 8 januari 1918 medan man i Rhode Island och Connecticut vägrade ratificera tillägget, men fick likväl finna sig i förbudet. Alaska och Hawaii var vid denna tid inte delstater, men territorier som likväl omfattades av rusdrycksförbudet. 
Det 18:e tillägget till Förenta Staternas konstitution upphävdes genom det tjugoförsta tillägget till konstitutionen den 5 december 1933 efter en oväntat snabb process, vilken inletts med återinförandet av öl med max 3,2 % alkohol några månader tidigare. 